# Ateloguina taeniola
Ateloguina taeniola är en insektsart som beskrevs av Young 1986. Ateloguina taeniola ingår i släktet Ateloguina och familjen dvärgstritar. Inga underarter finns listade i Catalogue of Life.